# Румпел
Ру́мпел (от на нидерландски: roerpen, от на нидерландски: roer – весло, рул и на нидерландски: pen – лост, греда) – специален лост, закрепен на балера на руля, перпендикулярно на неговата ос. Съставна част на рулевия механизъм.

## Описание
Румпелът служи за завъртане на балера, с това и за преместване, т.е. завъртане, на перото на руля. Предава на балера усилието, създадено от рулевия механизъм или създадено от рулевия ръчно.
Надлъжнен румпел се нарича румпел от еднораменен лост, а двураменният румпел, който има и второ, шарнирно закрепено към първото, коляно – напречен румпел; румпелът с въжена трансмисия (привод) – включващ в себе си румпел-тали (полиспасти) и румпел-щерти – или със зъбчата трансмисия (привод) се нарича секторен румпел.
Елементи на въжения привод на румпела са:
- Румпел-тали – специални тали, които са монтирани на румпела, за да може рулят да се управлява в случай на повреда на щуртросовете (въжетата предаващи движението на щурвала към руля).
- Румпел-щерти (щуртросове, брасове) – шнурове (въжета), които идват от напречния румпел, на лодка, и които служат за управляване на руля.

Надлъжният румпел се използва основно на малки съдове. За големите съдове румпелът е секторен със зъбна предавка.